# 残響のテロル
『残響のテロル』（ざんきょうのテロル）は、MAPPA制作による日本のオリジナルテレビアニメ作品。2014年7月から9月まで、フジテレビ「ノイタミナ」枠にて放送された。

## 概要
完全オリジナルストーリーで、監督は渡辺信一郎、音楽は菅野よう子の『カウボーイビバップ』コンビが手掛ける。キャッチコピーは、「この世界に、引き金をひけ。」
渡辺監督はアイスランドの音楽から本作を発想し、劇中でも「寒い国の(北の国の)音楽」という言葉やアイスランド語のキーワードを登場させている。それに従い菅野、共同音楽プロデューサー冨永恵介らが制作したサウンドトラックも、アイスランドのスタッフとミュージシャンを交え、シガー・ロス所有のレイキャヴィークのスタジオで録音を行っている。
2014年12月15日には、第18回文化庁メディア芸術祭において、審査委員会推薦作品に選出された。
2015年4月2日には、『BLOOD-C』・本作・『学園黙示録 HIGHSCHOOL OF THE DEAD』の日本製アニメ3作品が暴力賛美に当たるとして、中国政府から名指しで批判されていることが報じられた。本作の場合、少年が核兵器の原料を強奪し、原子爆弾を製造する内容が問題視されたという。
2015年10月に舞台化が発表された。

## ストーリー
青森の核燃料再処理施設で、ナイン、ツエルブという二人の人物によってある物体が強奪される。強奪犯の一人は、施設の床にスプレーで「VON」という謎のメッセージを書き残し、もう一人とともに施設を脱出する。後に捜査関係者に対して強奪された物体は「プルトニウム」と伝達される。
それから半年後。夏休み前の暑い日、ナインとツエルブは「九重新」「久見冬二」と名前を偽りとある高校に転入する。周りの注目に目もくれず、二人はある計画を進めようとしていた。そして、二人は転入先で他の女子生徒からいじめられていた三島リサを気にかける。リサは二人が幼少期に脱出した施設に残してきた幼馴染に似ていた。
数日後、元警視庁捜査一課刑事で、現在は文書課で無為な日々を送っている柴崎健次郎は前日に見たスピンクス1号・2号と名乗る二人の若者が犯行声明を出していた動画が気に掛かっていた。動画の予告通り、東京で大規模停電が発生し、ナインとツエルブが仕掛けた爆弾テロにより、都庁で大爆発が起こる。ツエルブがリサに目撃されたことから、ナインはリサに「ここで死ぬか、共犯者となるか」を選択させ、リサは共犯者となることを選ぶ。
そして、スピンクス1号・2号は、次の爆破場所をなぞなぞで伝える新たな動画を公開する。捜査一課はこのなぞなぞの解明に失敗し、第二の爆破を許してしまう。捜査一課課長の倉橋は、第二の爆破事件直前になぞなぞの真の解を自分に伝えた柴崎に、捜査一課への復帰を促す。
捜査一課に復帰した柴崎の活躍は目覚ましく、スピンクス1号・2号の第三の爆破予告の謎を解き、爆破の阻止に成功する。さらに警視庁は都内に残された監視カメラの映像からスピンクス1号・2号のアジトを特定する。一方、スピンクス1号・2号は第四の爆破予告を公開する。柴崎は彼らが動画で伝えたなぞなぞを正々堂々と解こうとするが、捜査一課の羽村ら刑事たちはなぞなぞの解明より容疑者逮捕が優先と、アジトの強制捜査を実行したため、スピンクス1号・2号は「柴崎以外の警察官がズルをした」として、もぬけの殻のアジトに踏み込む警察官の姿を生中継した上に、ネット上に警視庁からクラッキングした捜査情報を流出させ、警視庁の威信は地に落ちる。
警視庁が混乱に陥っている頃、アメリカはナイン、ツエルブが幼少期に脱出した施設にかつて収容されていたハイヴを日本に派遣する。スピンクス1号・2号は第五の爆破予告を発表し、柴崎に爆破予告のなぞなぞを解かせることで、自分たちのテロリズムの意図を理解させようとするが、ハイヴは警察上層部に圧力をかけて柴崎らの動きを封じ、更にはスピンクス1号・2号のパソコンをクラッキングし、彼らが爆弾を仕掛けた地下鉄の動きを追えないようにしてしまう。柴崎らが一向に動かないうえに爆弾を仕掛けた地下鉄の動きすら分からなくなったスピンクス1号・2号は自ら爆弾の回収に動く事態になる。これがスピンクス1号・2号とハイヴの戦いの始まりだった。ハイヴはスピンクス1号・2号との知的ゲームを楽しみながら、彼らが青森で強奪した物体を手に入れようとする。一方、柴崎は独自に捜査を進め、かつて一部のエリートたちによっておこなわれていたアテネ計画と呼ばれる壮大な人体実験が一連の事件の背景にあることを突き止める。

## 登場人物

### 主要人物
ナイン / 九重 新（ここのえ あらた）
声 - 石川界人
本作の主人公。頭脳明晰で常に冷静沈着な男子高校生。17歳。濃紺色のセルフレーム眼鏡を掛けている。青森の核燃料再処理施設にてツエルブと共謀し、日本政府が密かに開発していた小型原子爆弾を強奪する。その半年後、高校生として東京で暮らし始める。
幼少期にアテネ計画のために優秀な孤児を集めた施設に収容されていたが、8年前にそこからツエルブとともに脱出、現在に至る。
新進平和塾のメンバーに関係する建物に爆弾を仕掛けていくが、地下鉄に爆弾を仕掛けた後ハイヴの介入により自ら回収することになる。その後ハイヴの用意した偽のスピンクスからの犯行予告を阻止するため、ツエルブ、リサと共に羽田空港に行く。（リサはナイン、ツエルブとは別で羽田に向かった。）
羽田空港でナインはツエルブと別行動で爆弾の場所を探すためにハイヴとの空港を使ったチェス勝負をすることになる。
ハイヴに捕まったリサを助けに行くと言うツエルブに「行かないでくれ」と言うが、ツエルブに裏切られ一人で最後の爆弾を学校に取りに行く。
後に自ら警視庁に出頭し、記者会見の開催を要求する。しかし、記者会見はハイヴの妨害によって実施できず、代わりに事前に録画していた映像を流し、奪取した小型原子爆弾が2時間後に爆発することを日本国民に通告する。尚、映像の最後に面を取り素顔をさらしている。その爆弾は気球に吊されていて、そのまま成層圏まで上昇して最後爆発し、強大な電磁パルス及びオーロラを発生させた。
真の目的は、テロを引き起こし、事態を大事にさせる事によって、誰にも握り潰す事が出来ない状況を作り出すことであり、もう一つの目的として、その事を突き止めて、捕まえに来る人間を必要としていた。その役割を担う人間として、柴崎を想定していた。そのため、自分を逮捕しに来た柴崎に対して「あんた自身がオイディプスだったんだ」と言っている。
リサに「いつも何の歌を聴いているの？」と尋ねられたとき、「寒い国（アイスランド）の歌だよ」と答えた。
米軍がやってきた際に、「原発に仕掛けた起爆装置を作動させ爆発させる」と脅すが、その直後にツエルブが射殺された為激昂して起爆スイッチを押そうとする。柴崎に止められ、その起爆装置は起動はさせずにそのまま柴崎へと託し、最後に「俺たちを、覚えていてくれ、俺たちが生きていた事を」と柴崎に言い残すと、耳鳴りを覚えてその場に倒れ、死亡した。
ツエルブ / 久見 冬二（ひさみ とうじ）
声 - 斉藤壮馬
本作のもう1人の主人公。ナインと同じ高校に転入した少年。17歳。明るく純粋な性格。ナインを兄の様に慕っており、常に彼と行動を共にしている。
他のクラスの生徒まで顔とフルネームを暗記するなど記憶力が良く、オートバイやスノーモービルの操縦が上手い。声や音を色として捉える共感覚を持つ。
ナインと同様の施設に居たが、8年前に彼とともに脱出した。
ハイヴに拉致されたリサを救出するため、単独でリサの元に向かうが、リサの命を救うためにナインを裏切り、自分たちが青森で奪取した小型原子爆弾の在り処をハイヴに話してしまう。 その後、リサと共に解放されるが、リサからナインが記者会見を実施することを聞き、ナインの援助に向かう。その際、手榴弾を投げた影響か、バイクから転倒し怪我をしており、東京でリサと再会した際に倒れ込んでしまう。容体が回復した後、誰からも必要とされず2人だけで生きてきた自分たちに寄り添ってくれたリサに感謝の言葉を述べる。小型原子爆弾の爆発後、リサと共にかつて自分たちが収容されていた施設を訪れ、そこでナインと再会し、和解した。
真の目的はナインと同様であり、柴崎には、「あともう一つ、その事を突き止めて捕まえに来る人間が必要だった」と伝えている。その直後、スピンクス事件に介入した事実が公表されることを恐れたアメリカ政府の命により、口封じのため、ヘリコプターでやってきた米軍に射殺された。
“冬（とう）”の字を“十（とお）”に置き換えると十二（12＝Twelve）となる。
三島 リサ（みしま リサ）
声 - 種﨑敦美
本作のヒロイン。ナインとツエルブが転入した高校に通っている少女。
クラスの中でいじめられており、家庭でもノイローゼ気味の母親に過剰に干渉されて悩んでいる。都庁での爆破テロの際、ナインに「このままそこで死ぬか、それとも共犯者になるか、お前が選べ」と選択を迫られ、共犯者になる道を選ぶ。その後、ナインとツエルブと出会ったことで現在の閉塞した状況から逃れられると期待し、家出。ツエルブに保護され、暫くナイン達の元で暮らす。やがて、自身の存在がナインたちの行動の足を引っ張っていると悟り、彼らの元を去るが、ハイヴの元に連れ去られてしまう。さらに、ハイヴによってツエルブをおびき寄せる道具として利用され、ハイヴがツエルブから情報を聞き出した後は、ツエルブと共に解放される。茫然自失とするツエルブにナインが記者会見を実施することを伝え、ナインを援助するよう励ました。
スピンクス事件から1年後、「あれから色々な人に事情を聞かれたが、何も答えられなかった」と述懐している。ナイン達の墓参りに行った帰り際、柴崎と遭遇し、ナインが聞いていた音楽の事や、「VON」の意味を伝えた。
料理が苦手なようで、味について、ナインやツエルブからは「まずい」、「食えたもんじゃないね」と酷評された。　
ツエルブ曰くリサの声は「薄い黄色」をしており、その色をした音はめったにないという。

### 警視庁
柴崎 健次郎（しばざき けんじろう）
声 - 咲野俊介
警視庁の刑事。かつては捜査一課の敏腕刑事だったが、与党議員秘書の転落死事件を捜査した際に、与党の領袖である間宮にまで捜査範囲を広げたため、間宮の逆鱗に触れ、文書課に左遷される。最初に投稿されたスピンクスの動画から、いち早く不穏な予感を察知したり、二回目に投稿されたスピンクスのなぞなぞの答えから、爆弾の仕掛けられた場所が、六本木警察署だということもいち早く見抜く。この事件をきっかけに捜査一課に復帰するが、羽田空港での事件でハイヴの怒りを買ってしまい、無期限の休職を言い渡される。その後も独自に新進平和塾や事件の真相について調べ、青木宗太や間宮俊造の存在に気付く。そして、最後はスピンクスがかつて収容されていた施設の跡地に現れ、その場でスピンクスの真の目的を暴いた後、逮捕しようとするも米軍に襲撃されて、ツエルブは殺され、ナインも絶命してしまい、結果としてナイン・ツエルブを逮捕することは出来なかったが、その際、ナインから爆弾の起爆装置を託されている。尚、米軍は柴崎は最初から生かすつもりだった。その後、倉橋らと共に記者会見をしているシーンがある。
既婚者で、娘・晴香がおり、スピンクス事件の捜査のため、娘から理工学等の知識を教えて貰っていた。
ポン・デ・リングが好物。
倉橋（くらはし）
声 - 手塚秀彰
刑事部捜査一課長。スピンクス事件の解決に同期の柴崎の力を借りようと、柴崎に捜査一課に復帰するように促した。スピンクスによる一連のテロ事件の後、柴崎らと共に記者会見をしているシーンがある。
羽村（はむら）
声 - 逢笠恵祐
刑事部捜査一課。スピンクス事件解決に熱意を燃やす若手刑事。柴崎が長い間、窓際族だったことや、容疑者逮捕より謎解きを優先させていることに、当初は反発していたが徐々にその態度は軟化している模様 。
第11話では、「気球を使って写真を撮影していた奴がいた」と柴崎に有益なヒントを与えている。
岡野（おかの）
声 - 坂本くんぺい
捜査一課特殊捜査係(SIT)係長。人質立て篭もり事件や誘拐事件を担当。
木下（きのした）
声 - 桑畑裕輔
技術犯罪対策課課長。生活安全部に属しており、サイバー犯罪の取り締まり担当。羽田空港での事件で、同じく三カ月の謹慎処分が下っているが、柴崎の依頼で厚生省のサーバに入り込んで「アテネ計画」についての情報を集めた。
六笠（むかさ）
声 - かぬか光明
警視庁文書課で柴崎の部下。お気楽な性格で小太りな体型。勤務時間内でもネット動画を見ており、柴崎にスピンクス予告動画を最初に教えた。その後も知らず知らずのうちに事件解決のヒントを柴崎に伝えている。
島田
声 - 青山穣
「東京都庁舎爆発事件対策本部」部長。
浜田
声 - 高戸靖広
「科捜研」部長。

### アメリカ政府派遣
ハイヴ（Five）
声 - 潘めぐみ
アメリカ政府からFBIと共に派遣された、核緊急支援隊（NEST）所属の原子力科学者。実際には(ISA)Intelligence Support Activityからの出向である。白髪が特徴。第5話から登場。ナイン・ツエルブとの対決を最優先し、そのためには民間人の犠牲が出ることもいとわず、クラレンスにはもう少し節度を持つようにたしなめられている。幼少期はナイン・ツエルブと共にアテネ計画のために優秀な孤児を集めた施設に収容されていた。アテネ計画が中止された時に施設内で生き残っていた唯一の被験体で、計画中止後はアメリカの機関に引き取られていた。日本政府が密かに開発した小型原子爆弾の奪取を任務としていたが、独断専行がすぎ、さらに病状が悪化したこと で用済みと見なされ、クラレンスから解任を言い渡されてしまう。クラレンスを撃った後にナインの元に駆けつけ、ナインとの勝負が自分の生きる希望だったことを伝え、「私の分まで生きて」と言い残し、追手からナインを守る形で自害した。
クラレンス
声 - 高橋大輔
FBI特別捜査官として、スピンクスが起こした一連の事件の捜査協力のため、日本にハイヴとともに派遣される。度が過ぎているハイヴに対し、節度を持つように、とたしなめている。独断専行及び、たび重なる規約違反と病状悪化を理由にハイヴを解任するが、その直後にハイヴによって撃たれてしまう。

### その他
青木 宗太（あおき そうた）
声 - 土師孝也
元厚生省統計情報部部長。官僚時代にアテネ計画に携わり、孤児たちに知能検査を施して結果が良好だった者を被験体として施設に送り込む役割を担っていた。犠牲となった子どもたちにある程度の罪悪感は感じており、自分が粛清されることを予感しながら、アテネ計画について尋ねに来た柴崎と羽村にアテネ計画の全貌を話す。のちにアテネ計画の全貌が明らかとなり、青木自身も公に晒されることとなった。
間宮 俊造（まみや しゅんぞう）
声 - 森山周一郎
元民自党幹事長で「永田町の怪物」と呼ばれた大物政治家。現在は病床に臥せって公からは退いている。与党議員秘書の転落死事件の際に柴崎を左遷した人物でもあり、アテネ計画の責任者でもある。敗戦国気質が抜けない日本の体質を変えるために必要な優秀な人材を育成するためにアテネ計画を推進したが失敗して全てを隠匿した人物。犠牲になった子どもたちは国家の礎になったとうそぶき、アテネ計画の非人道性に関して罪悪感を全く感じていない。アテネ計画の全貌が明らかになった際に青木同様間宮も公に晒されることになった。
リサの母親
声 - 恒松あゆみ
夫に続いてリサにも捨てられるのではないかという強迫観念にかられ、リサの私生活に異常なまでに介入するいわゆる毒親。そのため、かえってリサの離反を招いてしまう。
モブ子
声 - 佐武宇綺
第4話よりスピンクスが用意した謎解きサイトのコンピューターボイス。
晴香（はるか）
声 - 上田麗奈
大学の理工学部に通っている柴崎の娘。大学で学んでいる理工学等の知識を柴崎に教えていた。

## 用語
アテネ計画
5歳以下の知能指数の高い孤児に新薬を投与し、人工的にサヴァン症候群に似た状態を作り出し、優秀な人材を育成しようという計画。新進平和塾によって極秘裏に進められ、青木が全国の孤児院から連れてきた26人の孤児が被験体となった。しかし、新薬に耐え切れなくなった多くの被験体が死亡したことや、計画を嗅ぎ付けたアメリカの介入によって7年前に中止された。都庁爆破事件が起こった時点で被験体のうち生き残っていたのはナイン、ツエルブ、ハイヴの3人。但し、新薬の影響により、3人は長生き出来ないだろうと青木などから思われていた。
スピンクスによる一連の事件の後に、この計画も公に晒されることとなった。

## スタッフ
- 原案・監督 - 渡辺信一郎[9]
- 助監督 - 立川譲[9]
- キャラクターデザイン・総作画監督 - 中澤一登[9]
- 美術監督 - 金子英俊[9]
- 色彩設計 - 辻田邦夫[9]
- CG監督 - 越田祐史[9]
- 撮影監督 - 田村仁[9]
- 編集 - 廣瀬清志[9]
- 音楽 - 菅野よう子[9]
- 音楽制作 - アニプレックス
- 音楽プロデューサー - 佐野弘明、千葉悦子
- チーフプロデューサー - 山本幸治
- プロデューサー - 木村誠、井上貴允
- アニメーションプロデューサー - 大塚学
- アニメーション制作 - MAPPA[9]
- 制作 - 残響のテロル製作委員会[9]（フジテレビジョン、アニプレックス、京楽産業ホールディングス、電通）

## 主題歌
オープニングテーマ「Trigger」
作詞 - 尾崎雄貴 / 作曲・編曲 - 菅野よう子 / 歌 - Yuuki Ozaki (from Galileo Galilei)
エンディングテーマ「誰か、海を。」 (第1話 - 第10話)
作詞 - 青葉市子 / 作曲・編曲 - 菅野よう子 / 歌 - Aimer
第11話はエンディング無し。

## 各話リスト
| 話数 | サブタイトル     | 脚本     | 絵コンテ                     | 演出                | 作画監督                |
| ---- | ---------------- | -------- | ---------------------------- | ------------------- | ----------------------- |
| #1   | FALLING          | 矢野焦点 | 渡辺信一郎                   | 立川譲              | 秋田学                  |
| #2   | CALL & RESPONSE  | 矢野焦点 | 立川譲                       | 青井小夜            | 山田歩                  |
| #3   | SEARCH & DESTROY | 矢野焦点 | 山岡実                       | 山岡実              | 秋田学                  |
| #4   | BREAK THROUGH    | 瀬古浩司 | 青井小夜                     | 青井小夜            | 岸友洋                  |
| #5   | HIDE & SEEK      | 熊谷純   | 立川譲                       | 立川譲              | 秋田学                  |
| #6   | READY OR NOT     | 瀬古浩司 | 松尾衡 立川譲                | 山岡実 いわたかずや | 山下喜光、秋田学 岸友洋 |
| #7   | DEUCE            | 熊谷純   | 鹿間貴裕                     | 許平康              | 鹿間貴裕                |
| #8   | MY FAIR LADY     | 猪原健太 | 宮繁之                       | いがりたかし        | 西村貴世 中澤一登       |
| #9   | HIGHS & LOWS     | 瀬古浩司 | 久木晃嗣 立川譲 サトウシンジ | 久木晃嗣 武藤健司   | 山下喜光                |
| #10  | HELTER SKELTER   | 猪原健太 | 三原三千夫                   | 向井雅浩            | 秋田学                  |
| #11  | VON              | 瀬古浩司 | 渡辺信一郎 立川譲 久木晃嗣   | 渡辺信一郎          | 中澤一登 山下喜光       |

## 放送局
| 放送地域   | 放送局             | 放送期間                | 放送日時                     | 放送系列       | 備考                                                       |
| ---------- | ------------------ | ----------------------- | ---------------------------- | -------------- | ---------------------------------------------------------- |
| 関東広域圏 | フジテレビ         | 2014年7月11日 - 9月26日 | 金曜 0:50 - 1:20（木曜深夜） | フジテレビ系列 | 製作委員会参加                                             |
| 岩手県     | 岩手めんこいテレビ | 2014年7月11日 - 9月26日 | 金曜 0:50 - 1:20（木曜深夜） | フジテレビ系列 | 同時ネット                                                 |
| 山形県     | さくらんぼテレビ   | 2014年7月11日 - 9月26日 | 金曜 0:50 - 1:20（木曜深夜） | フジテレビ系列 | 同時ネット                                                 |
| 愛媛県     | テレビ愛媛         | 2014年7月11日 - 9月26日 | 金曜 1:10 - 1:40（木曜深夜） | フジテレビ系列 |                                                            |
| 静岡県     | テレビ静岡         | 2014年7月11日 - 9月26日 | 金曜 1:20 - 1:50（木曜深夜） | フジテレビ系列 |                                                            |
| 秋田県     | 秋田テレビ         | 2014年7月11日 - 9月26日 | 金曜 1:30 - 2:00（木曜深夜） | フジテレビ系列 |                                                            |
| 福島県     | 福島テレビ         | 2014年7月11日 - 9月26日 | 金曜 1:35 - 2:05（木曜深夜） | フジテレビ系列 |                                                            |
| 新潟県     | 新潟総合テレビ     | 2014年7月11日 - 9月26日 | 金曜 1:40 - 2:10（木曜深夜） | フジテレビ系列 |                                                            |
| 広島県     | テレビ新広島       | 2014年7月11日 - 9月26日 | 金曜 1:45 - 2:15（木曜深夜） | フジテレビ系列 |                                                            |
| 熊本県     | テレビくまもと     | 2014年7月11日 - 9月26日 | 金曜 1:45 - 2:15（木曜深夜） | フジテレビ系列 |                                                            |
| 宮城県     | 仙台放送           | 2014年7月11日 - 9月26日 | 金曜 2:00 - 2:30（木曜深夜） | フジテレビ系列 |                                                            |
| 福岡県     | テレビ西日本       | 2014年7月11日 - 9月26日 | 金曜 2:05 - 2:35（木曜深夜） | フジテレビ系列 |                                                            |
| 中京広域圏 | 東海テレビ         | 2014年7月11日 - 9月26日 | 金曜 2:10 - 2:40（木曜深夜） | フジテレビ系列 |                                                            |
| 鹿児島県   | 鹿児島テレビ       | 2014年7月11日 - 9月26日 | 金曜 2:10 - 2:40（木曜深夜） | フジテレビ系列 |                                                            |
| 日本全域   | dアニメストア      | 2014年7月11日 - 9月26日 | 金曜 12:00 更新              | ネット配信     | 見放題サービス利用者は全話見放題                           |
| 佐賀県     | サガテレビ         | 2014年7月12日 - 9月27日 | 土曜 0:50 - 1:20（金曜深夜） | フジテレビ系列 |                                                            |
| 近畿広域圏 | 関西テレビ         | 2014年7月12日 - 9月27日 | 土曜 3:51 - 4:21（金曜深夜） | フジテレビ系列 |                                                            |
| 日本全域   | バンダイチャンネル | 2014年8月29日 - 9月26日 | 金曜 12:00 更新              | ネット配信     | 見放題サービス利用者は全話見放題 第1話 - 第7話まで同時配信 |

## スピンクスからの挑戦
番組放送終了後に出題されるクイズ。石川界人（ナイン役）と斉藤壮馬（ツエルブ役）がスピンクス1号・2号に扮して出題する。問題作成はJAPAN MENSA。
番組公式Twitterをフォローした後、クイズに解答できる。
尚、第11回は番組終了後にテレビでのクイズの出題はなかったものの、問題自体は出題されており、第11回では出題された問題とは別に、特別問題も用意されており、かなり難しいものとなっている。尚、石川・斉藤の二人は問題出題時にはその問題を見ていなかったため、何も分からなかった。第11回のクイズの回答は、10月3日（木曜深夜）0:00に発表された。

## 関連商品

### BD / DVD
| 巻 | 発売日         | 収録話         | 規格品番   | 規格品番   | 規格品番   |
| 巻 | 発売日         | 収録話         | BD限定版   | DVD限定版  | DVD通常版  |
| -- | -------------- | -------------- | ---------- | ---------- | ---------- |
| 1  | 2014年9月24日  | 第1話 - 第2話  | ANZX-11181 | ANZB-11181 | ANSB-11181 |
| 2  | 2014年10月22日 | 第3話 - 第4話  | ANZX-11182 | ANZB-11182 | ANSB-11182 |
| 3  | 2014年11月26日 | 第5話 - 第6話  | ANZX-11183 | ANZB-11183 | ANSB-11183 |
| 4  | 2014年12月24日 | 第7話 - 第8話  | ANZX-11184 | ANZB-11184 | ANSB-11184 |
| 5  | 2015年1月28日  | 第9話 - 第10話 | ANZX-11185 | ANZB-11185 | ANSB-11185 |
| 6  | 2015年2月25日  | 第11話         | ANZX-11186 | ANZB-11186 | ANSB-11186 |

### CD
| 発売日         | タイトル                                                     | 規格品番   |
| -------------- | ------------------------------------------------------------ | ---------- |
| 2014年7月9日   | 『残響のテロル』オリジナル・サウンドトラック                 | SVWC-70009 |
| 2014年10月22日 | 『残響のテロル』オリジナル・サウンドトラック 2 -crystalized- | SVWC-70027 |

### 書籍
残響のテロル オフィシャルガイドブック（ISBN 978-4-05-406248-1）
アニメディア編集部（編）　　2015年3月27日発売

## 舞台
『PREMIUM 3D STAGE 残響のテロル』は、2016年3月2日から3月6日までZeppブルーシアター六本木で上演された。

### キャスト（舞台）
- ナイン - 松村龍之介[12]
- ツエルブ - 石渡真修[12]
- 柴崎 - 滝川英治[12]
- ハイヴ - 潘めぐみ[12]
- 三島リサ - 桃瀬美咲[12]
- 羽村 - 井深克彦[12]
- 倉橋 - 郷本直也[12]
- 六笠 - かぬか光明[12]
- クラレンス - チャド・マレーン[12]

### スタッフ（舞台）
- 演出 - 奥秀太郎[12]
- 脚本 - 熊谷純[12]
- 製作 - 残響のテロルSTAGE PROJECT